# Svět patří nám
Svět patří nám je v pořadí čtvrtý a poslední film Jiřího Voskovce, který natočil společně s Janem Werichem v Československu. Film byl natočen v roce 1937 a po zkušenostech s natáčením filmu Hej rup! s režisérem Martinem Fričem v roce 1934 ho znovu pověřili režírováním tohoto filmu.

## Děj
Chudý podvodník Dexler má jenom své Panoptikum a svého poctivého pomocníka jménem Forman, který Dexlera opustí a stane se z něho žebrák. Dexler se poté spojí s partou Bernarda Liona, který je v tu dobu velmi slavný podvodník. Dexler přivede do Lionovy party i Formanovy kamarády. Forman do party nejde, protože ví, že Dexler je podvodník, raději najde několik poctivých lidí, kteří budou bojovat proti partě Bernarda Liona, jež plánuje převrat. Bohužel se do toho zapletou i dva chudí kameloti v podání Voskovce a Wericha. Nakonec vše dopadne dobře a dobro (Formanova parta) zvítězí.

## Tvůrčí tým
- Režie: Martin Frič
- Námět a scénář: F. Formen (Voskovec, Werich, Frič, Steklý)
- Hudba: Jaroslav Ježek
- Kamera: Otto Heller
- Architekt: Štěpán Kopecký

## Obsazení
| Jiří Voskovec        |
| Jan Werich           |
| Vladimír Šmeral      |
| Adina Mandlová       |
| Bohuš Záhorský       |
| Jaroslav Průcha      |
| Miroslav Svoboda     |
| Karel Dostal         |
| Zdeněk Štěpánek      |
| Ladislav Struna      |
| Gustav Hilmar        |
| František Filipovský |
| František Černý      |
| Vlastimil Brodský    |

## Citát
| „               | Jednou dávno s Janem jsme dofilmovali dvoudenní těžkou scénu s mašinama na Barrandově (Svět patří nám), kterou jsme si do filmu napsali — a za odměnu jsme se šli podívat na předvádění nového Chaplinova filmu (Modern Times — píšeme rok 1936 nebo 37) — a tam celá ta naše scéna byla — jenže ovšem geniální. Pochopitelně nám nikdy nikdo neuvěřil, že jsme to blbě neukradli. Snažili jsme se celou tu scénu z filmu vystřihnout — ale ty mašiny stály tolik peněz, že nám to producent nedovolil. | “ |
| — Jiří Voskovec | |   |